# Капуцинер
Капуцинер (на немски: Kapuziner Weißbier) е марка немска вайс бира, която се произвежда от баварската пивоварна „Kulmbacher Brauerei Aktien-Gesellschaft“ в гр.Кулмбах, Германия.

## История
Пивоварната „Kulmbacher Brauerei Aktien-Gesellschaft“ е основана през 1846 г., като през 1895 г. се преобразува в акционерно дружество.
Пшеничната бира „Kapuziner Weißbier“ започва да се вари от 1987 г.

## Търговски асортимент
„Kapuziner Weißbier“ се произвежда в следните разновидности:
- Kapuziner Weißbier mit feiner Hefe – светлокехлибарена вайс бира с алкохолно съдържание 5,4 об% с пикантен, плодов вкус и аромат.
- Kapuziner Weißbier Leicht – светлокехлибарена вайс бира с алкохолно съдържание 3,1 об% с пикантен, плодов вкус и аромат.
- Kapuziner Weißbier Kristall – светлокехлибарена филтрирана вайс бира с алкохолно съдържание 5,4 об%.
- Kapuziner Weißbier Schwarz – тъмна черно-червеникава вайс бира, с алкохолно съдържание 5,4 об%, с аромат на малц и цветя.
- Kapuziner Winter-Weißbier – тъмнокехлибарена вайс бира с алкохолно съдържание 5,4 об%, която се предлага само през студените зимни месеци.
- Kapuziner Weißbier Alkoholfrei – светлокехлибарена безалкохолна вайс бира.